# Aron (rivière de la Mayenne)
Pour les articles homonymes, voir Aron.
L'Aron est une rivière française qui coule dans le département de la Mayenne. C'est un affluent de la Mayenne en rive gauche, donc un sous-affluent de la Loire par la Mayenne et la Maine.

## Géographie
De 36 km de longueur, l'Aron descend de collines, qui s'élèvent, au sud de Bais, à 352 m, il passe à Bais, à Aron, reçoit le déversoir de l'étang de Beaucoudray, et se jette dans la Mayenne (rive gauche) en aval de Moulay.

## Hydrologie
Comme la plupart des autres cours d'eau du bassin de la Mayenne, l'Aron est une rivière assez abondante, bénéficiant en plus du climat un peu plus humide qui règne dans la région nord du département de la Mayenne. Son débit a été observé sur une période de 34 ans (1974-2007), à Moulay, localité située au niveau de son confluent avec la Mayenne. Le bassin versant de la rivière y est de 188 km2 soit la totalité de celui-ci.
Le module de la rivière à Moulay est de 1,94 m3/s.
L'Aron présente des fluctuations saisonnières de débit assez marquées, avec une période de hautes eaux d'hiver portant le débit mensuel moyen à un niveau situé entre 3,1 et 4,43 m3/s, de décembre à mars inclus (avec un maximum en janvier). Dès fin mars le débit diminue progressivement pour aboutir à la période des basses eaux qui se déroule de la mi-juin à la mi-octobre, avec une baisse du débit moyen mensuel allant jusqu'à 0,325 m3/s au mois d'août, ce qui n'est pas extrêmement sévère pour un cours d'eau de cette taille. Cependant les fluctuations de débit peuvent être plus importantes d'après les années et sur des périodes plus courtes.
À l'étiage le VCN3 peut chuter jusque 0,055 m3/s, en cas de période quinquennale sèche, soit 55 litres par seconde, ce qui est assez sévère, mais plutôt normal comparé à la moyenne des cours d'eau du bassin de la Mayenne.
Les crues peuvent être importantes compte tenu de la petitesse du bassin versant. Compte tenu de l'imperméabilité du sous-sol, elles ne sont pas moindres que celles des affluents de la partie aval (méridionale) du bassin de la Mayenne (l'Oudon par exemple). Les QIX 2 et QIX 5 valent respectivement 18 et 25 m3/s. Le QIX 10 est de 30 m3/s, le QIX 20 de 35 m3/s, tandis que le QIX 50 se monte à 41 m3/s.
Le débit instantané maximal enregistré à Moulay durant cette période, a été de 29,3 m3/s le 20 décembre 1982, tandis que le débit journalier maximal enregistré était de 27 m3/s le 28 janvier 1995. Si l'on compare la première de ces valeurs à l'échelle des QIX de la rivière, l'on constate que cette crue était à peine d'ordre décennal, et donc destinée à se reproduire fréquemment.
Il peut être intéressant de comparer les QIX 2, QIX 10 et QIX 20 de l'Aron à ceux de l'Yvette, affluent de la rive gauche de l'Orge, coulant en amont de Paris, possédant un bassin de 286 km2 soit 50 % plus vaste, et ayant produit quelques désastreuses inondations ces dernières décennies. Alors que le QIX 2 de l'Aron se monte à 18 m3/s, celui de l'Yvette en vaut 9,4. Quant au QIX 10, celui de l'Aron étant de 30 m3/s, il est de 15 m3/s pour l'Yvette. Enfin tandis le QIX 20 de l'Aron se monte à 35 m3/s, celui de l'Yvette n'atteint que 17 m3/s. On doit en conclure que les crues du l'Aron proportionnellement près de trois fois plus importantes que celles de l'Yvette, rivière présentant cependant des risques sérieux.
Au total, l'Aron est une rivière assez abondante. La lame d'eau écoulée dans son bassin versant est de 327 millimètres annuellement, ce qui est nettement supérieur à la moyenne du bassin de la Loire (244 millimètres), et un peu plus élevé que la moyenne du bassin de la Mayenne (297 millimètres à Chambellay). Le débit spécifique de la rivière (ou Qsp) atteint 10,3 litres par seconde et par kilomètre carré de bassin.